# Новоградский
Новоградский — посёлок в Таловском районе Воронежской области России.
Входит в состав Добринского сельского поселения.

## География
В посёлке имеется одна улица — Молодёжная.

## История
Посёлок Царицынский (неофициально также бытовало название «Выселки» — часть посёлка заселялась жителями соседнего посёлка Макаровский) был образован в 1911 году одновременно с посёлками Добринка и Козловский. В период как минимум с 1931 до 1953 года посёлок назывался Сталинградский.

## Население
| 2010 |
| ---- |
| 103  |